# Spathilepia clonius
Spathilepia este un gen de fluturi din familia Hesperiidae. Genul este monotipic și conține o singură specie, Spathilepia clonius (Cramer, [1775]), care este întâlnită în Texas, America Centrală și Columbia, până în Brazilia și Argentina.